# Giuseppe Ros
Giuseppe "Bepi" Ros, född 22 september 1942 i Mareno di Piave i Veneto, död 17 februari 2022 i Vittorio Veneto i Veneto, var en italiensk boxare.
Ros blev olympisk bronsmedaljör i tungvikt i boxning vid sommarspelen 1964 i Tokyo.